# Orison Swett Marden

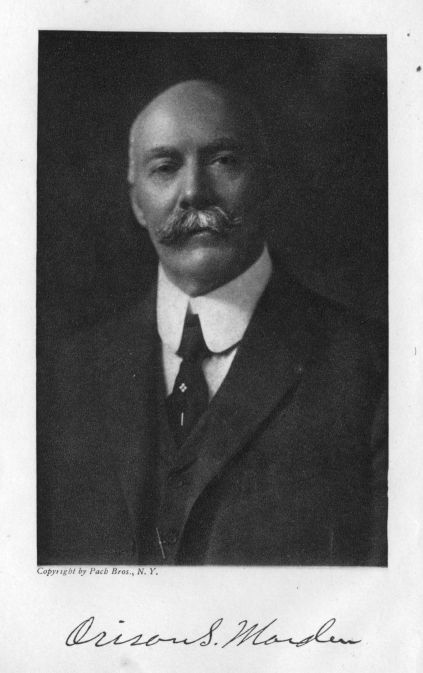
Orison Swett Marden (1911)

Orison Swett Marden (* 1848 in Thornton, New Hampshire; † 10. März 1924 in Los Angeles) war ein amerikanischer Hotelier und Autor im Bereich der Neugeist-Bewegung.

## Leben
Marden studierte an der Boston University, wo er 1877 den Bachelor of Arts erlangte und 1879 mit dem Master of Arts abschloss. Im gleichen Jahr erlangte er den B.O. an der School of Oratory. Anschließend besuchte er die Boston University Law School. Dort erwarb er 1881 den Bachelor of Laws. An der Harvard Medical School wurde er 1882 Doctor of Medicine. Nach ausgedehnten Reisen kehrte er 1883 in die Staaten zurück und ließ sich in Kearney (Nebraska) nieder. 1894 veröffentlichte er sein erstes Buch Pushing to the Front, das mehrfach neu aufgelegt und in 25 Sprachen übersetzt wurde. Es folgten zahlreiche weitere Publikationen. 1897 begründete er das Success Magazine mit einer Auflage von über 300.000 Exemplaren. Er war außerdem Vizepräsident des Unternehmens The Success Company. 1905 heiratete er Clara (oder Clare) Evans, mit der er drei Kinder bekam.

## Werke (Auswahl)
- Pushing to the Front. Thomas Y. Crowell Company, New York 1894 (online)
- Architects of Fate (or, Rising in the World; or, Steps to Success and Power). Houghton Mifflin, Boston 1895 (online)
- How to Succeed (or, Stepping-Stones to Fame and Fortune). Christian herald, New York 1896 (Audio-Version online)
- Success (Ideas, Helps and Examples for All Desiring to Make the Most of Life). W.A. Wilde & Co., Boston 1897 (online)
- The Secret of Achievement. T.Y. Crowell & Co., New York 1898
- Stepping Stones (Essays for Everyday Living). Lothrop Pub. Co., Boston 1902
- Little visits with great Americans, or, Success, ideals, and how to attain them. The Success Company, New York 1905 (online)
- The Making of a Man. Lothrop Pub. Co., Boston 1905
- Every Man a King (or, Might over Mind). T.Y. Crowell & Co., New York 1906 (online)
  - dt.: Die Macht des Gedankens. Einzig berechtigte Übersetzung aus dem Amerikanischen von Dr. Max Christlieb. Engelhorn, Stuttgart 1925
- The Optimistic Life (or, in The Cheering Up Business). T.Y. Crowell & Co., New York 1907 (online)
- He Can Who Thinks He Can. T.Y. Crowell & Co., New York 1908 (online)
- Peace, Power, and Plenty. T.Y. Crowell & Co., New York 1909 (online)